# Boïgot del Mestre
El Boïgot del Mestre és un paratge del terme municipal de Conca de Dalt, a l'antic terme d'Hortoneda de la Conca, al Pallars Jussà, en territori que havia estat de l'antiga caseria de Perauba.
Està situat a l'esquerra del barranc del Vinyal, a llevant de l'extrem meridional del Canal de l'Hortó i a ponent del Corral del Mestre, al sud-oest de la Feixa de Viu.